# Макушкина, Елена Фёдоровна
Елена Фёдоровна Макушкина — советская пловчиха и гребчиха. Заслуженный мастер спорта СССР по академической гребле. Мастер спорта СССР по плаванию.
Воспитанница Слуцкой СДЮШОР.
Участница чемпионата мира по плаванию 1979 года в в Эквадоре.
В дальнейшем три раза завоёвывала золото на чемпионате мира по академической гребле в составах восьмёрках в Мюнхене (1981), Люцерне (1982) и Дуйсбурге (1983).
Кроме того, стала обладателем бронзовой медали чемпионата мира 1987 года в Копенгагене.
Победительница соревнований «Дружба-84» (восьмёрка).